# 拳皇2003
《拳皇2003》是SNK Playmore（现SNK）开发的拳皇系列格斗游戏，最初在2003年于日本登陆街机和Neo Geo家用主机平台，并先后移植至PlayStation 2、Xbox乃至PlayStation 3平台。2006年，本作发行英文版，并与其前作《拳皇2002》在北美地区捆绑销售。
本作是拳皇系列的第十部作品，也是Neo Geo平台的最后一作。本作在三對三的基礎上又加入了戰鬥中更換隊員的設定，引起不少亞洲玩家爭議。自本作开始主角被更换成操縱綠色火焰（翠炎）的艾森·古立遜（Ash Crimson），官方將新的篇章命名為“艾森（Ash）篇”，之前劇情中未交代清楚的飛賊組織、N.E.S.T.S殘黨等角色都已陆续露面，由新的拳皇故事交代細節。

## 剧情
主角是位背景完全神秘及操作著翠炎的艾森·古立遜。KOF大賽在NESTS組織舉辦之後，突然再次重現，由曾舉辦大賽的路卡爾的兒子艾黛爾海特.班舒泰爾（Adelheid Bernstein）舉辦。主角艾森邀請兩名好友組隊參賽。神樂千鶴感受到大蛇之力被開啟，邀請草薙京、八神庵二人合作組成了三神器隊參賽。大賽末段艾黛爾海特親自出戰，艾森等人幾經波折下打敗了他。故事尾段遙遠彼之地的成員無界（MUKAI）現身，並聲明要解封大蛇利用力量復活他們的主、地球的意志之一，在對決後被三神器隊(草薙京、八神庵、神樂千鶴)打敗後稱已啟動計劃成功並且離場。由於神樂重傷暈倒，因此被意圖不明的艾森打主意，草薙京、八神庵兩人阻止艾森，但最後還是失手，艾森飛身撲向神樂，燃起翠綠色火炎穿進神樂體內搶走八尺之鏡，然後使用八尺之鏡的力量分身消失。八尺之鏡之失令離大蛇完全甦醒的時間不遠。

## 角色
| 出场角色                  | 出场角色                                  | 出场角色                                  | 出场角色                                  |
| 队伍名                    | 角色名                                    | 角色名                                    | 角色名                                    |
| ------------------------- | ----------------------------------------- | ----------------------------------------- | ----------------------------------------- |
| 主人公队                  | 阿修·克里门森                             | 堕珑                                      | 神武                                      |
| 饿狼队                    | 特瑞・博加德                              | 东丈                                      | 狮鹫假面                                  |
| 极限流队                  | 坂崎良                                    | 罗伯特·加西亚                             | 坂崎百合                                  |
| 韓国队                    | 金家藩                                    | 陈国汉                                    | 全勋                                      |
| 怒队                      | 莉安娜·哈迪兰                             | 拉尔夫·琼斯                               | 克拉克·史迪尔                             |
| 法外狂徒队                | 牙刀                                      | 比利·凯恩                                 | 山崎龙二                                  |
| 女性格斗家队              | 琼                                        | 不知火舞                                  | 布鲁·玛丽                                 |
| 紅丸队                    | 二階堂紅丸                                | 矢吹真吾                                  | 大門五郎                                  |
| 女子高中生队              | 麻宫雅典娜                                | 四条雛子                                  | 玛琳                                      |
| K'队                      | K'                                        | 马克西马                                  | 薇普                                      |
| 三神器队                  | 草薙京                                    | 八神庵                                    | 神乐千鹤                                  |
| 乱入角色                  | KUSANAGI                                  | KUSANAGI                                  | KUSANAGI                                  |
| BOSS角色 （艾迪尔海特线） | 艾迪尔海特·伯恩斯坦                       | 艾迪尔海特·伯恩斯坦                       | 艾迪尔海特·伯恩斯坦                       |
| BOSS角色 （無界线）       | 中BOSS：神乐万龟＆神乐千鹤 最终Boss：無界 | 中BOSS：神乐万龟＆神乐千鹤 最终Boss：無界 | 中BOSS：神乐万龟＆神乐千鹤 最终Boss：無界 |